# Jocs Ístmics
Els Jocs Ístmics o Istmia (en grec antic Ἴσθμια) eren uns jocs que se celebraven cada dos anys a l'Antiga Corint. Era un dels quatre grans festivals grecs, i encara que inferior als Jocs Olímpics, superava en esplendor als Jocs Nemeus i als Pítics.
Un recinte sagrat envoltat de pins on hi havia el temple de Posidó, divinitat a la que es dedicaven els Jocs, i que estava situat a la part més estreta de l'istme de Corint, envoltava l'escenari. Segons Pausànies hi havia un teatre i un estadi de marbre blanc, però no parla de l'hipòdrom, que potser ja s'havia enrunat quan va visitar aquell lloc. A l'època de l'emperador Hadrià, es van restaurar diversos edificis com ara el καταλύσεις ("katalyseis") o allotjament pels atletes que participaven als Jocs des de totes les parts del món conegut, i l'anomenada "casa de les tries", on es probable que es determinés l'admissibilitat dels candidats a participar-hi. També hi havia un gimnàs pels entrenaments i diversos temples.

## Història

### Origen
Hi ha diverses tradicions sobre l'origen dels Jocs. Una diu que els va establir Sísif quan era rei de Corint, quan va trobar el cos de Melicertes, al que la seva mare Ino havia arrossegat amb ella fins a llençar-se tots dos al mar, i que havia volgut honorar la seva memòria amb uns Jocs Fúnebres, segons li havien ordenat unes nereides que el van anar a trobar. Melicertes va ser divinitzat per Posidó amb el nom de Palèmon i Ino es va transformar en la deessa Leucòtea. Sísif havia fundat els Jocs Ístmics en honor de Melicertes. Altres tradicions fan que els Jocs fossin fundats pel mateix Posidó i per Hèlios, en unes competicions hon hi van participar els primitius herois grecs: Càstor, Orfeu, Hèracles, Peleu, Telamó, i Teseu. Altres tradicions feien de Teseu el fundador dels Jocs, en agraïment per la seva victòria sobre el gegant Sinis quan viatjava de Trezè a Atenes. Si es recorda que Sinis i Teseu eren fills de Posidó, la fundació dels jocs hauria estat un acte de desgreuge i d'expiació per la mort del gegant, i per això la seva celebració inicialment era més propera a uns misteris que a una assemblea amb els seus espectacles lúdics, ja que se celebraven de nit. Encara que la Crònica de Paros diu que els Jocs Ístmics es van establir l'any 1259 o 1258 aC, la instauració oficial la va fer Cípsel de Corint, quan l'any 582 aC va aconseguir que els Jocs que se celebraven en honor de Melicertes tinguessin importància a tot Grècia.

### Organització
La direcció dels jocs corresponia a Corint però els atenencs disposaven també d'alguns honors. Fins i tot quan hi havia guerra entre Atenes i Corint, al temps dels jocs es fixava una treva, la Hieromènia, que permetia als atenencs assistir a les solemnitats. Els Jocs se celebraven el primer i el tercer any de cada Olimpíada, i els mesos en què se celebrava podien variar. Xenofont diu que quan s'iniciaven al primer any de l'Olimpíada, començaven a l'estiu, i al tercer any a la primavera.
El programa dels Jocs Ístmics incloïa competicions gimnàstiques i eqüestres, i competicions musicals i poètiques, i probablement la gimnàstica va ser el concurs més antic dels que se celebraven. Les competicions eren similars a les d'altres Jocs, i els participants eren nois i homes joves. Es tenen notícies de vencedors a la cursa anomenada Estadi, (per a nois i joves), al pancraci, (per a homes), al Pentatló i a les curses amb un cavall i quatre cavalls. Segons Plutarc, les noies participaven als concursos poètics.
Sembla que els jocs eren principalment jonis (Posidó era una deïtat jònica), i únicament Elis no prenia part en els jocs i la seva absència és justificada amb diverses històries. Segons Pausànies els habitants de l'Èlide no hi participaven, atès que Hèracles, durant la treva sagrada, havia mort els Moliònides quan es dirigien als Jocs Ístmics. La seva mare Molíone havia demanat que fossin exclosos dels Jocs tots els habitants d'Argos, i com que no ho va aconseguir, va maleir tots els ciutadans d'Elis que participessin als Jocs. No hi ha gaire informació de com es desenvolupaven els Jocs, però sembla que no diferien gaire dels altres Grans Jocs grecs. Se sap que un atleta podia participar en tres competicions el mateix dia. Un herald, avançant cap al mig de l'escenari, demanava silenci amb una trompeta i anunciava l'inici dels Jocs, segons Titus Livi. Els festivals es feien paral·lelament.
Els Jocs, des dels seus inicis, els van organitzar els corintis, fins que Argos va prendre el control de Corint. Quan Agesilau va conquerir Argos, va retornar l'organització als corintis, l'any 390 aC. Tan bon punt es va retirar, els argius van tornar a organitzar-los, fins a la Pau d'Antàlcides, quan els corintis van recuperar-ne l'organització. Els presidents dels Jocs es triaven per la seva riquesa i noblesa, i se suposa que portaven vestits que els distingien i anaven coronats. El premi als guanyadors dels Jocs, des dels seus inicis, era una garlanda de fulles d'api o potser de julivert (σέλινον, "selinon"), segons Píndar, i segons la tradició aviat va ser substituïda per una corona de pi, un arbre característic del culte a Posidó. La victòria donava el màxim honor entre els conciutadans de cada vencedor i afectava a tota la seva família. Després de Soló, a Atenes els guanyadors rebien de l'estat cent dracmes de premi. Als guanyadors se'ls homenatjava amb odes conegudes com a epinikia (odes triomfals).
Els romans van rebre el privilegi de poder participar el 228 aC i en aquests jocs, Tit Quinti Flaminí va proclamar la independència de Grècia l'any 196 aC. Destruïda Corint per Luci Mummi Acaic l'any 146 aC, la direcció dels jocs va passar a Sició, però quan Juli Cèsar va reconstruir Corint aquesta ciutat va recuperar el seu dret i va continuar dirigint la seva celebració fins a la desaparició dels jocs al segle iv. Al final de l'Imperi, en temps de Didi Julià se sap que s'havien afegit a les celebracions les lluites de feres salvatges i probablement aquest costum s'havia introduït ja al segle i.